# Prosimulium
Prosimulium är ett släkte av tvåvingar som beskrevs av Émile Roubaud 1906.
Prosimulium ingår i familjen knott.

## Dottertaxa tillProsimulium, i alfabetisk ordning[1][2]
- Prosimulium aculeatum
- Prosimulium albense
- Prosimulium albionense
- Prosimulium approximatum
- Prosimulium arvum
- Prosimulium asema
- Prosimulium aurantiacum
- Prosimulium barnardi
- Prosimulium brincki
- Prosimulium calabrum
- Prosimulium canutum
- Prosimulium caudatum
- Prosimulium clandestinum
- Prosimulium constrictistylum
- Prosimulium damarense
- Prosimulium daviesi
- Prosimulium dicentum
- Prosimulium dicum
- Prosimulium diminutum
- Prosimulium doveri
- Prosimulium erythronotum
- Prosimulium esselbaughi
- Prosimulium exigens
- Prosimulium faurei
- Prosimulium fergusoni
- Prosimulium flaviantennum
- Prosimulium fontanum
- Prosimulium formosum
- Prosimulium frohnei
- Prosimulium frontatum
- Prosimulium fulvipes
- Prosimulium fulvithorax
- Prosimulium fulvum
- Prosimulium fuscoflava
- Prosimulium fuscum
- Prosimulium gigas
- Prosimulium harrisoni
- Prosimulium herero
- Prosimulium hirtipes
- Prosimulium idemai
- Prosimulium impostor
- Prosimulium irritans
- Prosimulium isos
- Prosimulium italicum
- Prosimulium jacuticum
- Prosimulium jeanninae
- Prosimulium jezonicum
- Prosimulium juccii
- Prosimulium kanii
- Prosimulium kiotoense
- Prosimulium kolymense
- Prosimulium laamii
- Prosimulium latimucro
- Prosimulium liaoningense
- Prosimulium longilobum
- Prosimulium longirostrum
- Prosimulium luganicum
- Prosimulium macropyga
- Prosimulium magnum
- Prosimulium maruashvili
- Prosimulium minifulvum
- Prosimulium mixtum
- Prosimulium morotoense
- Prosimulium multidentatum
- Prosimulium muspratti
- Prosimulium mysticum
- Prosimulium neomacropyga
- Prosimulium opleri
- Prosimulium orientalis
- Prosimulium petrosum
- Prosimulium pilfreyi
- Prosimulium pronevitschae
- Prosimulium rhizomorphus
- Prosimulium rhizophorum
- Prosimulium rhodesianum
- Prosimulium rufipes
- Prosimulium rusticum
- Prosimulium saltus
- Prosimulium secretum
- Prosimulium shewelli
- Prosimulium strenua
- Prosimulium subrufipes
- Prosimulium terebrans
- Prosimulium thornei
- Prosimulium tiksiense
- Prosimulium tomosvaryi
- Prosimulium tonnoiri
- Prosimulium transbrachium
- Prosimulium travisi
- Prosimulium tredecimfistulatum
- Prosimulium tridentatum
- Prosimulium turneri
- Prosimulium uinta
- Prosimulium umbratorum
- Prosimulium unicum
- Prosimulium unispina
- Prosimulium ursinum
- Prosimulium woodorum
- Prosimulium wui